# Liste des sites Ramsar au Danemark
Cet article recense les zones humides du Danemark concernées par la convention de Ramsar.

## Statistiques
La convention de Ramsar est entrée en vigueur en Danemark le 2 janvier 1978.
En janvier 2020, le pays compte 43 sites Ramsar, couvrant une superficie de 23 359,39 km2 (soit 1% du territoire danois) :
- 28 sites sur le territoire métropolitain (7 505,88 km2)
- 3 sites aux îles Féroé (62,87 km2)
- 12 sites au Groenland (15 808,54 km2)

## Liste

### Danemark métropolitain
| Site                                                                                | Région                           | Notes                                                 | Date             | Superficie (km²) | Altitude (m) | Identifiant Ramsar | Identifiant WDPA | Coordonnées                       | Photo |
| ----------------------------------------------------------------------------------- | -------------------------------- | ----------------------------------------------------- | ---------------- | ---------------- | ------------ | ------------------ | ---------------- | --------------------------------- | ----- |
| Filsø (da)                                                                          | Danemark du Sud                  |                                                       | 2 septembre 1977 | 42,70            | 0            | 140                | 67874            | 55° 42′ 00″ nord, 8° 14′ 06″ est  |       |
| Fjord de Ringkøbing (da)                                                            | Jutland central                  |                                                       | 2 septembre 1977 | 276,52           | 0 - 4        | 141                | 67875            | 55° 56′ 28″ nord, 8° 15′ 36″ est  |       |
| Fjords de Stadil (da) et Vest Stadil (da)                                           | Jutland central                  |                                                       | 2 septembre 1977 | 69,32            | -1 - 1       | 142                | 67876            | 56° 10′ 26″ nord, 8° 11′ 31″ est  |       |
| Fjord de Nissum                                                                     | Jutland central                  |                                                       | 2 septembre 1977 | 109,52           | 0 - 2        | 143                | 67877            | 56° 21′ 43″ nord, 8° 12′ 04″ est  |       |
| Nissum Bredning (da) avec Harboøre (da) et Agger Tange (da)                         | Jutland central, Jutland du Nord |                                                       | 2 septembre 1977 | 127,86           | 1 - 5        | 144                | 67878            | 56° 40′ 30″ nord, 8° 15′ 54″ est  |       |
| Vejlerne (da) et Løgstør Bredning (da)                                              | Jutland du Nord                  |                                                       | 2 septembre 1977 | 435,34           | 1 - 8        | 145                | 67879            | 56° 58′ 23″ nord, 9° 03′ 14″ est  |       |
| Ulvedybet (da) et Nibe Bredning (da)                                                | Jutland du Nord                  |                                                       | 2 septembre 1977 | 185,75           | 0 - 2        | 146                | 67880            | 57° 02′ 17″ nord, 9° 37′ 48″ est  |       |
| Hirsholmene (da)                                                                    | Jutland du Nord                  |                                                       | 2 septembre 1977 | 37,14            | 0 - 9        | 147                | 67881            | 57° 28′ 37″ nord, 10° 34′ 30″ est |       |
| Nordre Rønner (da)                                                                  | Jutland du Nord                  |                                                       | 2 septembre 1977 | 29,93            | 0 - 2        | 148                | 67882            | 57° 21′ 40″ nord, 10° 55′ 26″ est |       |
| Læsø                                                                                | Jutland du Nord                  |                                                       | 2 septembre 1977 | 665,48           | 0 - 20       | 149                | 67883            | 57° 11′ 17″ nord, 11° 02′ 38″ est |       |
| Fjords de Randers (da) et Mariager (da), et mer adjacente                           | Jutland central, Jutland du Nord |                                                       | 2 septembre 1977 | 391,90           | 0 - 8        | 150                | 67884            | 56° 42′ 36″ nord, 10° 21′ 07″ est |       |
| Eaux au nord d'Anholt                                                               | Jutland central                  |                                                       | 2 septembre 1977 | 116,16           | 0 - 25       | 151                | 67885            | 56° 45′ 29″ nord, 11° 33′ 32″ est |       |
| Fjord de Horsens (da) et Endelave                                                   | Jutland central                  |                                                       | 2 septembre 1977 | 427,37           | 0 - 34       | 152                | 67886            | 55° 49′ 19″ nord, 10° 15′ 07″ est |       |
| Fjord de Stavns (da) et eaux adjacentes                                             | Jutland central                  |                                                       | 2 septembre 1977 | 155,33           | 0 - 30       | 153                | 67887            | 55° 55′ 48″ nord, 10° 43′ 52″ est |       |
| Petit Belt                                                                          | Danemark du Sud                  |                                                       | 2 septembre 1977 | 351,89           | 0 - 40       | 154                | 67888            | 55° 21′ 07″ nord, 9° 44′ 28″ est  |       |
| Côte de Nærå (da) et zone d'Æbelø (da)                                              | Danemark du Sud                  |                                                       | 2 septembre 1977 | 131,61           | 0 - 25       | 155                | 67889            | 55° 36′ 14″ nord, 10° 10′ 30″ est |       |
| Archipel de Funen méridional (da)                                                   | Danemark du Sud                  |                                                       | 2 septembre 1977 | 383,29           | 0 - 25       | 156                | 67890            | 54° 55′ 37″ nord, 10° 31′ 19″ est |       |
| Baie de Sejerø, baie de Nekselø et Saltbæk Vig (da)                                 | Sjælland                         |                                                       | 2 septembre 1977 | 441,11           | 0 - 25       | 157                | 67891            | 55° 50′ 24″ nord, 11° 18′ 29″ est |       |
| Eaux au sud de Seeland, fjord de Skælskør, Glænø (da) et zones humides adjacentes   | Sjælland                         |                                                       | 2 septembre 1977 | 185,77           | 0 - 45       | 158                | 67892            | 55° 11′ 28″ nord, 11° 16′ 59″ est |       |
| Fjords de Karrebæk (da), Dybsø (da) et Avnø (da)                                    | Sjælland                         |                                                       | 2 septembre 1977 | 188,60           | 0 - 13       | 159                | 67893            | 55° 06′ 58″ nord, 11° 42′ 18″ est |       |
| Eaux au sud-est de Fejø et Femø                                                     | Sjælland                         |                                                       | 2 septembre 1977 | 418,26           | 0 - 10       | 160                | 67894            | 54° 55′ 34″ nord, 11° 33′ 14″ est |       |
| Fjord de Præstø (da), Jungshoved Nor, Ulvshale (da) et Nyord                        | Sjælland                         |                                                       | 2 septembre 1977 | 247,78           | 0 - 12       | 161                | 67895            | 55° 05′ 10″ nord, 12° 12′ 04″ est |       |
| Fjord de Nakskov (da) et fjord intérieur                                            | Sjælland                         |                                                       | 2 septembre 1977 | 85,61            | 0 - 14       | 162                | 67896            | 54° 50′ 10″ nord, 11° 00′ 04″ est |       |
| Lacs de Maribo                                                                      | Sjælland                         |                                                       | 2 septembre 1977 | 38,23            | 9 - 20       | 163                | 67897            | 54° 44′ 38″ nord, 11° 33′ 00″ est |       |
| Eaux entre Lolland et Falster, incluant Rødsand (da), Guldborgsund et Bøtø Nor (da) | Sjælland                         |                                                       | 2 septembre 1977 | 348,12           | 0 - 20       | 164                | 67898            | 54° 37′ 30″ nord, 11° 43′ 30″ est |       |
| Ertholmene                                                                          | Hovedstaden                      |                                                       | 2 septembre 1977 | 12,66            | 0 - 22       | 165                | 67899            | 55° 19′ 12″ nord, 15° 11′ 28″ est |       |
| Mer des Wadden                                                                      | Danemark du Sud                  | Site transfrontalier avec l'Allemagne et les Pays-Bas | 14 mai 1987      | 1 510,80         | 0 - 5        | 356                | 67900            | 55° 15′ 54″ nord, 8° 28′ 41″ est  |       |
| Lille Vildmose                                                                      | Jutland du Nord                  |                                                       | 18 mai 2013      | 73,93            | 0 - 25       | 2166               | 555558394        | 56° 52′ 34″ nord, 10° 12′ 25″ est |       |

### Îles Féroé
| Site    | Notes | Date        | Superficie (km²) | Altitude (m) | Identifiant Ramsar | Identifiant WDPA | Coordonnées                        | Photo |
| ------- | ----- | ----------- | ---------------- | ------------ | ------------------ | ---------------- | ---------------------------------- | ----- |
| Mykines |       | 31 mai 2012 | 23,00            | 0 - 560      | 2051               | 555547976        | 62° 06′ 07″ nord, 7° 36′ 18″ ouest |       |
| Nólsoy  |       | 31 mai 2012 | 21,97            | 0 - 371      | 2052               | 555547977        | 61° 58′ 59″ nord, 6° 39′ 04″ ouest |       |
| Skúvoy  |       | 31 mai 2012 | 17,90            | 0 - 392      | 2053               | 555547978        | 61° 46′ 01″ nord, 6° 49′ 34″ ouest |       |

### Groenland
| Site                                     | Commune                   | Notes | Date            | Superficie (km²) | Altitude (m) | Identifiant Ramsar | Identifiant WDPA | Coordonnées                         | Photo |
| ---------------------------------------- | ------------------------- | ----- | --------------- | ---------------- | ------------ | ------------------ | ---------------- | ----------------------------------- | ----- |
| Aqajarua (it), Qaamassoq et Sullorsuaq   | Qeqertalik                |       | 27 janvier 1988 | 264,40           | 0 - 200      | 381                | 67901            | 69° 40′ 41″ nord, 52° 04′ 52″ ouest |       |
| Qinnquata Marraa et Kuussuaq             | Qeqertalik                |       | 27 janvier 1988 | 70,00            | 0 - 200      | 382                | 67902            | 69° 56′ 17″ nord, 54° 13′ 44″ ouest |       |
| Kuannersuit Kuussuat                     | Qeqertalik                |       | 27 janvier 1988 | 38,00            | 0 - 500      | 383                | 67903            | 69° 38′ 31″ nord, 53° 17′ 17″ ouest |       |
| Kitsissunnguit (de)                      | Qeqertalik                |       | 27 janvier 1988 | 69,10            | 0 - 42       | 384                | 67904            | 68° 50′ nord, 51° 55′ ouest         |       |
| Naternaq                                 | Qeqertalik                |       | 27 janvier 1988 | 1 910,00         | 0 - 450      | 385                | 67905            | 68° 24′ 43″ nord, 51° 46′ 26″ ouest |       |
| Eqalummiut Nunaat et Nassuttuup Nunaa    | Qeqqata, Qeqertalik       |       | 27 janvier 1988 | 5 820,0242       | 0 - 650      | 386                | 67906            | 67° 28′ 26″ nord, 50° 44′ 56″ ouest |       |
| Ikkattoq et archipel adjacent            | Sermersooq                |       | 27 janvier 1988 | 448,80           | 0 - 500      | 387                | 67907            | 62° 40′ 37″ nord, 50° 12′ 04″ ouest |       |
| Kitsissut Avalliit (en)                  | Kujalleq                  |       | 27 janvier 1988 | 44,70            | 0 - 116      | 388                | 67908            | 60° 45′ 04″ nord, 48° 25′ 48″ ouest |       |
| Heden                                    | Sermersooq                |       | 27 janvier 1988 | 2 618,52         | 0 - 460      | 389                | 67909            | 71° 00′ 47″ nord, 23° 55′ 48″ ouest |       |
| Hochstetter Forland (nl)                 | Parc national du Nord-Est |       | 27 janvier 1988 | 2 070,00         | 0 - 1 000    | 390                | 67910            | 75° 28′ 44″ nord, 19° 47′ 46″ ouest |       |
| Kilen                                    | Parc national du Nord-Est |       | 27 janvier 1988 | 495,00           | 0 - 420      | 391                | 67911            | 81° 09′ 07″ nord, 13° 18′ 18″ ouest |       |
| Ørsted Dal, Pingedal et Enhjørningen Dal | Sermersooq                |       | 8 juin 2011     | 1 960,00         | 0 - 1 300    | 2021               | 555543069        | 71° 39′ 00″ nord, 23° 22′ 34″ ouest |       |